# The Definition of X: The Pick of the Litter
The Definition of X: The Pick of the Litter – kompilacja zawierająca największe przeboje rapera, DMX-a. Została wydana 12 czerwca 2007 nakładem wytwórni Def Jam Recordings.
Album osiągnął 7. miejsce na liście Top R&B/Hip-Hop Albums i 26. na Billboard 200. W pierwszym tygodniu od wydania sprzedano 35 tysięcy egzemplarzy.

## Lista utworów
| Nr | Tytuł                     | Producent(ci)                   | Występujący               | Długość | Z albumu                             |
| -- | ------------------------- | ------------------------------- | ------------------------- | ------- | ------------------------------------ |
| 1  | „Prayer III”              |                                 | DMX                       | 1:59    | ...And Then There Was X              |
| 2  | "Ruff Ryders’ Anthem”     | Swizz Beatz                     | DMX                       | 3:34    | It’s Dark and Hell Is Hot            |
| 3  | „Get at Me Dog”           | Dame Grease PK (współproducent) | DMX, Sheek Louch          | 4:03    | It’s Dark and Hell Is Hot            |
| 4  | "Stop Being Greedy”       | PK Dame Grease (współproducent) | DMX                       | 3:37    | It’s Dark and Hell Is Hot            |
| 5  | „How’s It Goin’ Down”     | PK                              | DMX                       | 4:42    | It’s Dark and Hell Is Hot            |
| 6  | "What These Bitches Want” | Nokio                           | DMX, Sisqo                | 4:13    | ...And Then There Was X              |
| 7  | „Blackout”                | Swizz Beatz                     | DMX, The Lox, Jay-Z       | 5:00    | Flesh of My Flesh, Blood of My Blood |
| 8  | "What’s My Name”          | Self & Irv Gotti                | DMX                       | 3:52    | ...And Then There Was X              |
| 9  | "Where the Hood At”       | Tuneheadz                       | DMX                       | 4:46    | Grand Champ                          |
| 10 | "Party Up (Up in Here)”   | Swizz Beatz                     | DMX                       | 4:28    | ...And Then There Was X              |
| 11 | „X Gon’ Give It to Ya”    | Shatek                          | DMX                       | 3:38    | Cradle 2 the Grave OST               |
| 12 | „It’s All Good”           | Swizz Beatz                     | DMX                       | 4:17    | Flesh of My Flesh, Blood of My Blood |
| 13 | „Who We Be”               | Black Key                       | DMX                       | 4:47    | The Great Depression                 |
| 14 | „The Rain”                | DJ Scratch                      | DMX                       | 3:27    | Grand Champ                          |
| 15 | „Here We Go Again”        | DJ Shok                         | DMX                       | 3:52    | ...And Then There Was X              |
| 16 | „No Love 4 Me”            | Swizz Beatz                     | DMX, Drag-On, Swizz Beatz | 4:00    | Flesh of My Flesh, Blood of My Blood |
| 17 | "We Right Here”           | Black Key                       | DMX                       | 4:27    | The Great Depression                 |
| 18 | „One More Road to Cross”  | Swizz Beatz                     | DMX                       | 4:20    | ...And Then There Was X              |
| 19 | „Slippin’”                | DJ Shok                         | DMX                       | 5:05    | Flesh of My Flesh, Blood of My Blood |
| 20 | „Prayer I”                | Dame Grease                     | DMX                       | 2:31    | It’s Dark and Hell Is Hot            |